# Kuti (obodni kanal)
Kuti su obodni kanal. Dio su sustava Donje Neretve koji tvore s rijekom Malom Neretvom, Prunjkom i obodnim kanalom Koševo – Vrbovci. Sustav Donje Neretve se po Odluci Vlade Republike Hrvatske o popisu voda I. reda svrstava u vodotoke.